# Felix von Himpel

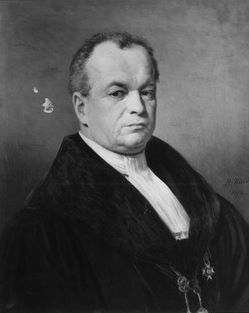
Felix von Himpel auf einem 1878 von Roland Risse gemalten Porträt in der Tübinger Professorengalerie

Felix Himpel, ab 1873 von Himpel, (* 28. Februar 1821 in Ravensburg; † 18. Februar 1890 in Tübingen) war ein deutscher katholischer Theologe sowie Professor und Rektor an der Universität Tübingen.

## Leben
Felix Himpel studierte 1840 bis 1844 Philosophie und katholische Theologie in Tübingen und wurde am 4. September 1845 zum Priester geweiht. Am 6. August 1847 wurde er Präzeptoratsverweser in Rottenburg am Neckar. Ab 12. Mai 1849 war er Gymnasialprofessor und Vorstand des Konvikts in Ehingen (Donau), ab 8. September 1857 ordentlicher Professor für Altes Testament sowie der orientalischen Sprachen an der Universität Tübingen und unterrichtete dabei insbesondere die armenische Sprache. 1871/72 war er Rektor der Universität Tübingen. Sein Porträt hängt in der Tübinger Professorengalerie.

## Auszeichnungen
1873 wurde Felix von Himpel mit dem Ritterkreuz Erster Klasse des Ordens der Württembergischen Krone ausgezeichnet, welcher mit dem persönlichen Adelstitel (Nobilitierung) verbunden war.

## Werke
- Geschichte, Entwicklungsformen, Ursprung und Bedeutung der Sigfritssage. Schulprogramm, Ehingen 1851 (Google).
- Die Unsterblichkeitslehre des alten Testaments. Schulprogramm, Ehingen 1857.
- Politische und religiöse Zustände des Judenthums in den letzten Jahrhunderten vor Christus. In: Theologische Quartalschrift, 1858, S. 63–85 (Google).
- Die Messianischen Weissagungen im Pentateuch. In: Theologische Quartalschrift, 1859, S. 195–256 (Google); 1860, S. 41–116 (Google, 654–681 Google).
- Selbstständigkeit, Einheit und Glaubwürdigkeit des Buches Josua. In: Theologische Quartalschrift, 1864, S. 385–448 (Google); 1865, S. 227–307 (Google).
- Ueber angebliche makkabäische Psalmen. In: Theologische Quartalschrift, 1870, S. 407–473.
- Erklärung der Inschrift des Moabitischen Königs Mesa aus dem 9. Jahrh. v. Chr. Ihr Ertrag für die politische und Religionsgeschichte Israels. In: Theologische Quartalschrift, 1870, S. 584–661.
- Bemerkungen über die Bedeutung der Stele des Mesa für die Geschichte der hebräischen Sprache und Schrift. In: Archiv für wissenschaftliche Erforschung des Alten Testaments (hrsg. v. Adalbert Merx), Band II, Heft 1, 1871, S. 96–104.
- Ueber Wesen des Mosaismus und Bedeutung desselben für die frühere Zeit der Geschichte Israels. In: Theologische Quartalschrift, 1873, S. 286–324.
- Ueber Widersprüche und verschiedene Quellenschriften der Bücher Samuels. In: Theologische Quartalschrift, 1874, S. 71–126, 237–281.
- Ursprung und älteste Wohnsitze der Hebräer und ihnen verwandten Völker. Mythischer oder historischer Charakter der Anfänge ihrer Geschichte in den Patriarchen? In: Theologische Quartalschrift, 1875, S. 539–577.
- Einiges über die wissenschaftliche Bedeutung und theologisch kirchliche Stellung des sel. Professors Dr. Moritz von Aberle. In: Theologische Quartalschrift, 1876, S. 177–228.
- Ueber Jesaia c. 40–66. In: Theologische Quartalschrift, 1878, S. 294–334; 463–527.
- Das Fragment der Apologie des Aristides und eine Abhandlung über Luc. 23, 42. 43. Aus dem Armenischen übersetzt und erläutert. In: Theologische Quartalschrift, 1880, S. 109–127.
- Der abstrakte Einheitsbegriff Gottes und der Heiligencult im Islam. In: Theologische Quartalschrift, 1882, S. 86–113, 206–244.
- Der geschichtliche Abschnitt Jes. c. 36–39. Erläuterungen desselben durch assyrische Keilinschriften. In: Theologische Quartalschrift, 1883, S. 582–653.
- Zahlreiche Rezensionen in der Theologischen Quartalschrift.

Artikel in Wetzer, Welte: Kirchen-Lexikon, oder Encyklopädie der katholischen Theologie. 2. Auflage:
- Armenische Sprache, Schrift und Litteratur, 1. Band, 1882, S. 1344–1353 (archive.org).
- Brahmanismus, 2. Band, 1883, S. 1180–1192 (archive.org).
- Buddhismus, 2. Band, 1883, S. 1403–1433 (archive.org).
- Chronologie, biblische, 3. Band, 1884, S. 309–335 (archive.org).
- Fetischismus, 4. Band, 1886, S. 1448–1464 (Google USA, archive.org).
- Götzendienst, 5. Band, 1888, S. 816–831 (archive.org).
- Hebräische Sprache, 5. Band, 1888, S. 1552–1559 (archive.org).
- Jüdische Philosophie des Mittelalters, 6. Band, 1889, S. 1978–1986 (archive.org).